# 유재용 (기자)
유재용(1965년 ~ )은 대한민국의 안동문화방송의 사장이다.

## 경력
- MBC 보도본부 재정금융팀 팀장
- MBC 보도본부 사회2부 팀장
- ~ 2020 MBC 보도본부 논설위원
- 2020 ~ 2021 MBC 보도본부 선임기자
- MBC보도본부 디지털뉴스편집팀 부장
- 2021 ~ 2023 안동문화방송 사장

## 진행
- MBC 표준FM MBC 뉴스와 경제 (일자 미상 ~ 2020년 3월 27일)
- MBC 표준FM MBC 정오종합뉴스 (2020년 3월 30일 ~ 2021년 2월 19일)